# Fritz-Dietlof Graf von der Schulenburg
Conte Fritz-Dietlof von der Schulenburg-Tressow (Londra, 5 settembre 1902 – Berlino, 10 agosto 1944) è stato un ufficiale e funzionario tedesco.
Appartenente della stirpe nobiliare dei von der Schulenburg, fu tra gli organizzatori principali dell'attentato a Hitler del 20 luglio 1944 e morì durante la repressione nazista che fece seguito al fallimento.